# 罗理实
罗理实（1912年—1967年），原名罗天真、罗雁子，又名李实，男，广东大埔人，中华人民共和国政治人物，曾任中华全国归国华侨联合会副主席。